# Coactus feci
Coactus feci (lateinisch, Abk. C. F.) bedeutet „ich tat es unter Zwang“ und wird als Zusatz zur Unterschrift gesetzt, um zu signalisieren, dass die Unterschrift erzwungen worden ist. Ein Beispiel aus der Vergangenheit stammt vom ehemaligen Primas von Ungarn, József Kardinal Mindszenty, der damit im Jahre 1948 ein unter Folter erzwungenes Geständnis unterschrieb.